# Cmentarz żydowski w Kamiennej Górze
Stary cmentarz żydowski w Kamiennej Górze – zabytkowa nekropolia żydowska położona przy ul. Katowickiej nieopodal cmentarza komunalnego. Cmentarz założony został w pierwszej połowie XIX wieku. Jest w kształcie prostokąta o powierzchni 450 m². Zachowały się liczne macewy z inskrypcjami w języku hebrajskim i niemieckim. W latach sześćdziesiątych był względnie zadbany. Pod koniec lat osiemdziesiątych był używany jako nielegalne wysypisko śmieci. W 1989 roku cmentarz wpisany został do rejestru zabytków. W 2008 roku przeprowadzono na terenie cmentarza prace porządkowe polegające na sanitarnym  wycięciu dziewięciu lip i jednego jesionu.

## Galeria

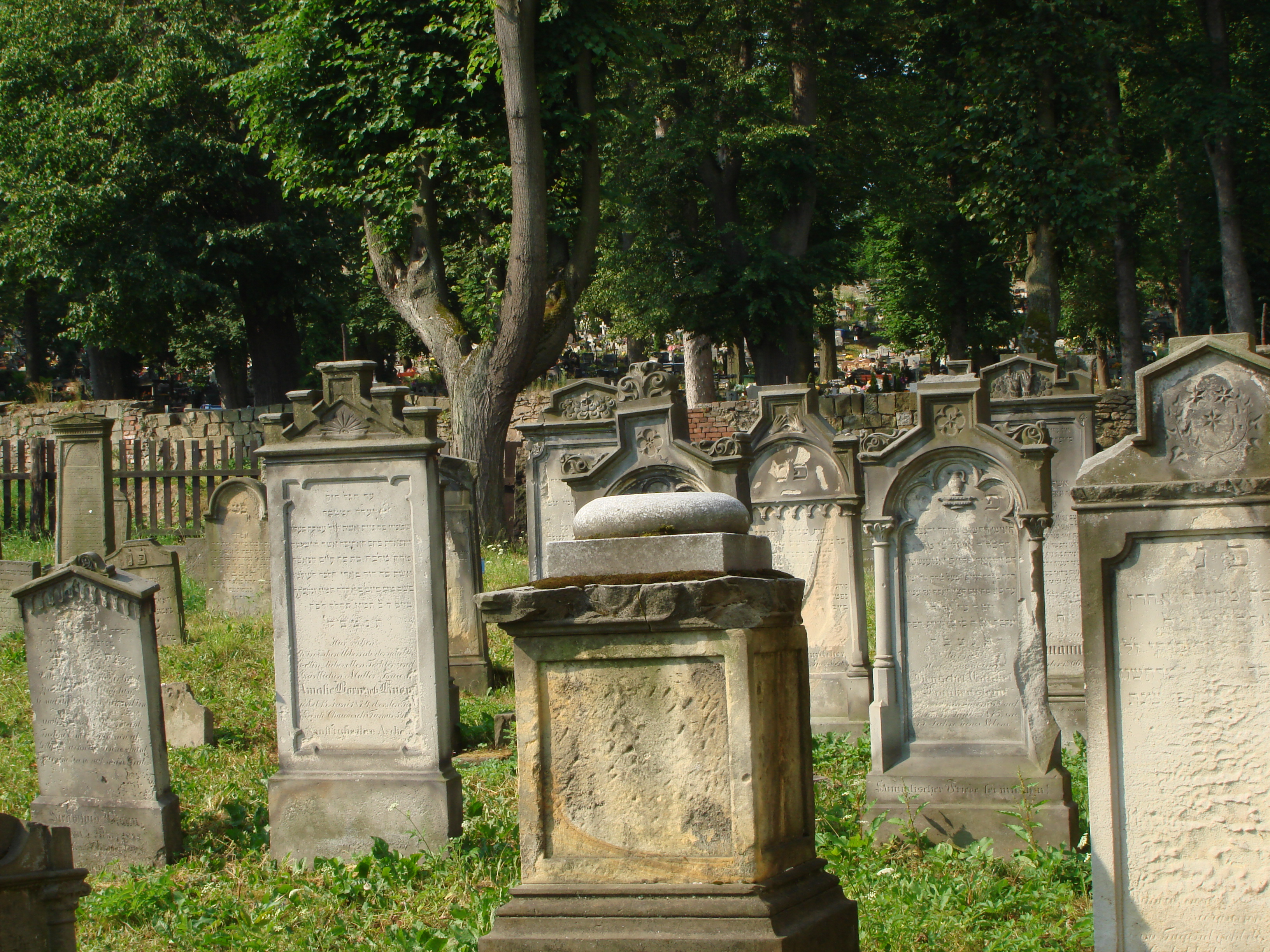
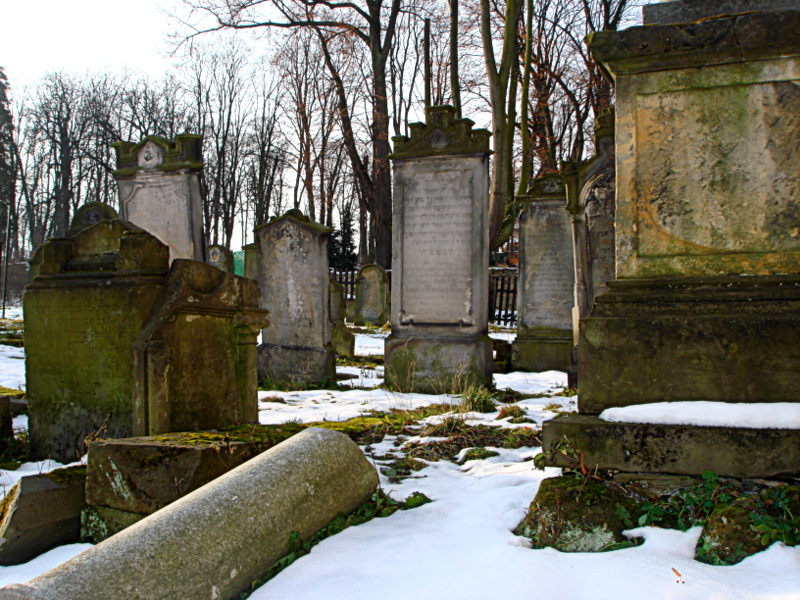
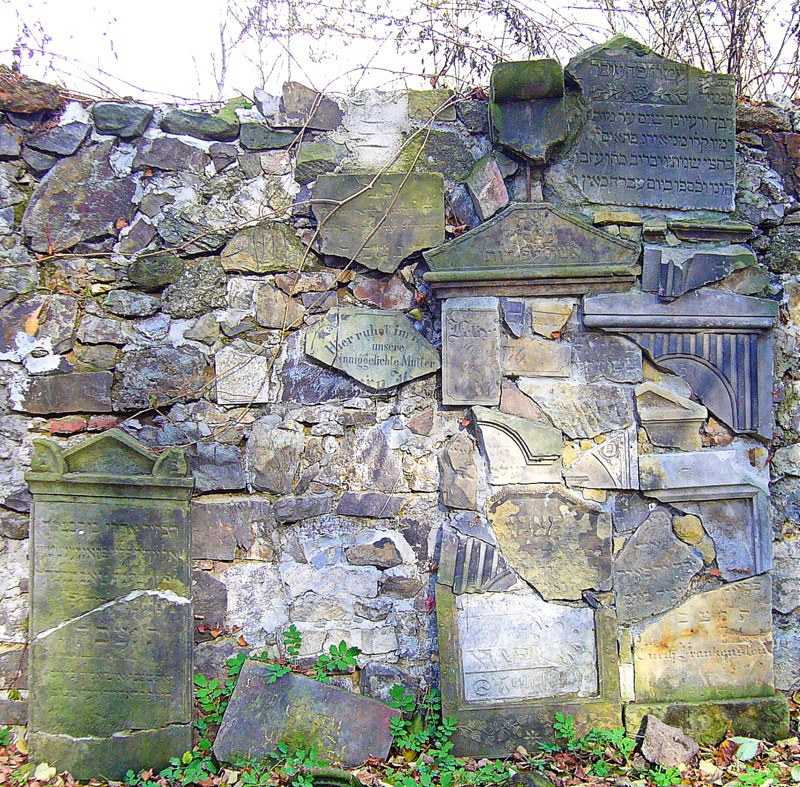
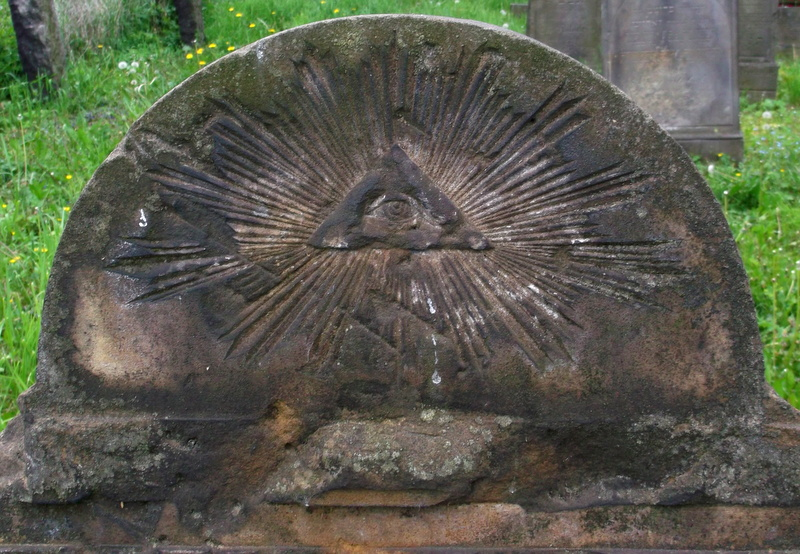
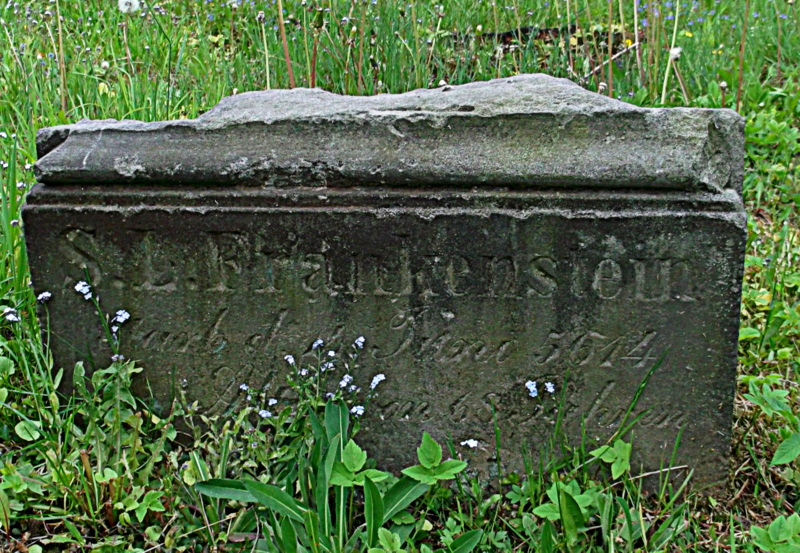
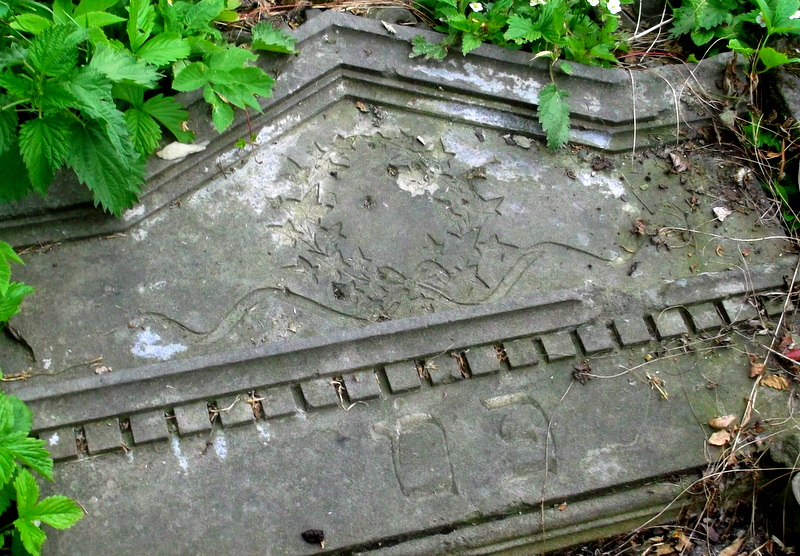
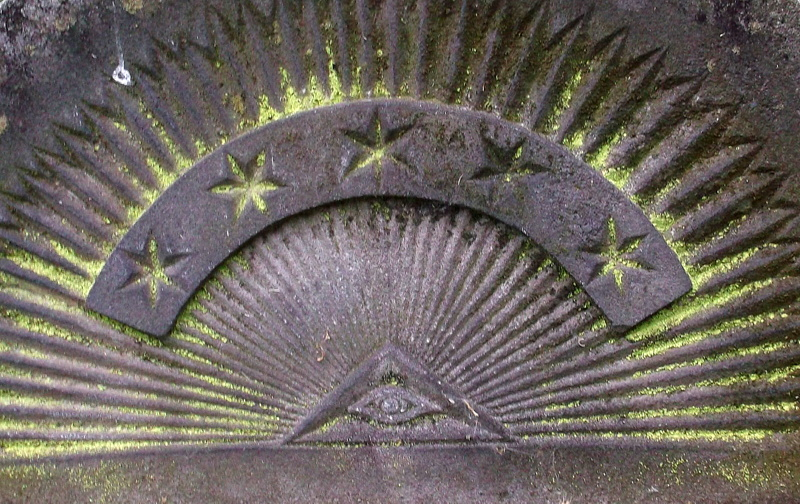
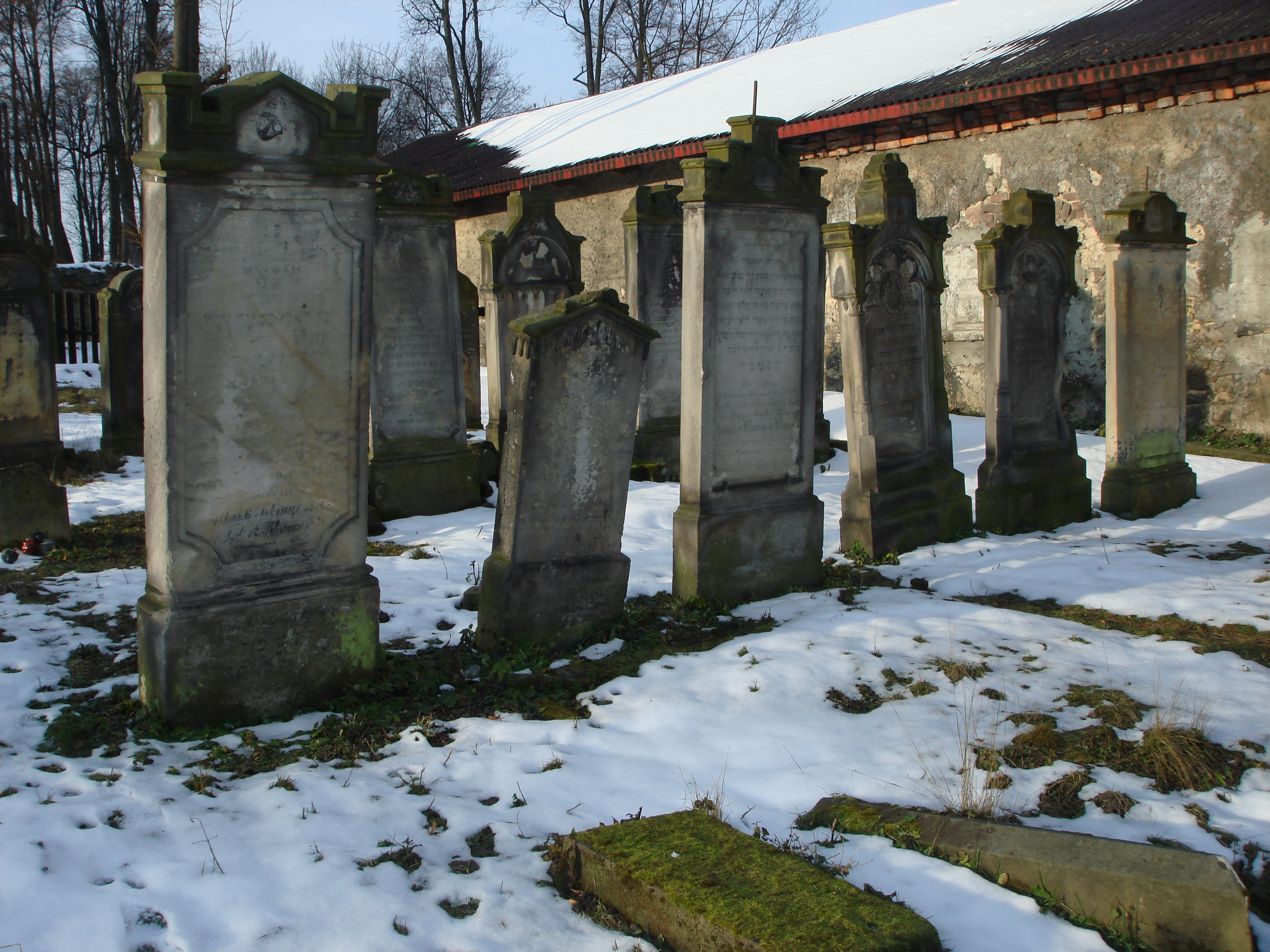

Nowy cmentarz żydowski w Kamiennej Górze – powstał w 1881. Znajdował się przy obecnej ul. Księcia Bolka I. Został zniszczony przez Niemców. Obecnie nie zachowały się żadne nagrobki.